# Humularia callensii
Humularia callensii är en ärtväxtart som beskrevs av Paul Auguste Duvigneaud. Humularia callensii ingår i släktet Humularia och familjen ärtväxter. Inga underarter finns listade i Catalogue of Life.